# Stratencircuit Marrakesh

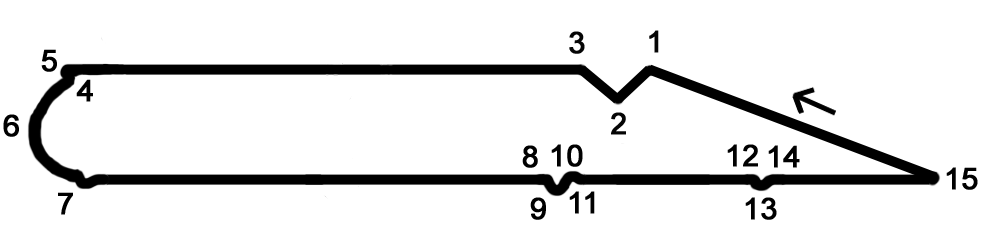
De lay-out van het circuit tussen 2009 en 2015.

Het Stratencircuit van Marrakesh is een stratencircuit gelegen in de Marokkaanse stad Marrakesh met een lengte van 4,54 km. Het werd ontworpen door D3 Motorsport, een ontwikkelaar die ook verantwoordelijk was voor het ontwerp van het stratencircuit Surfers Paradise in Australië.
In 2009 werd op het circuit de derde ronde van het World Touring Car Championship gehouden. De manches werden gewonnen door Rob Huff en Nicola Larini. In 2010 is naast een ronde uit de WTCC eveneens een wedstrijd uit de Formule 2 gereden worden op het circuit.
Ook vanaf 2012 wordt dit traject gebruikt voor het WTCC. Dat jaar startte ook de Auto GP World Series in Marrakesch. De naam van het traject werd begin 2012 gewijzigd in Circuit International Automobile Moulay el Hassan. Moulay el Hassan (* 2003) is de troonopvolger in Marokko.
In december 2015 werd het circuit aangepast om de moeilijkheidsgraad te verhogen. De helft van het oorspronkelijke circuit werd gebruikt voor de nieuwe lay-out, terwijl de andere helft nieuw werd aangelegd. Deze wijzigingen zijn van kracht vanaf de WTCC-race in 2016. Ook de ePrix van Marrakesh, de Marokkaanse ronde van de Formule E die vanaf 2016 in de stad plaatsvindt, maakt gebruik van deze lay-out.